# Nourlangie

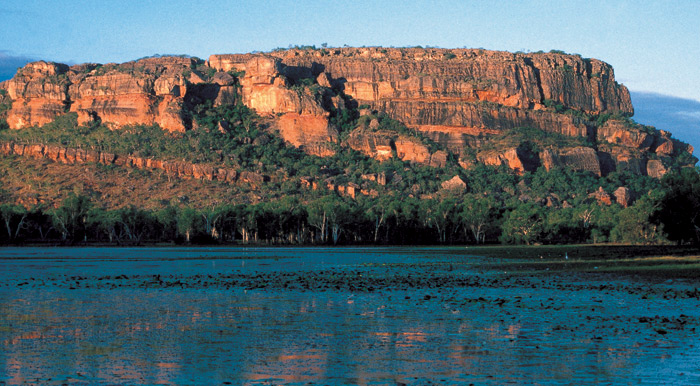
Nourlangie Rock im Kakadu National Park

Nourlangie ist ein Felsmassiv und befindet sich im Arnhem Land innerhalb des Kakadu National Park im Norden von Australien. Man erreicht ihn über den Kakadu Highway zwischen Jabiru und Cooinda. Es ist gekennzeichnet durch seine berühmten Aboriginal Felsmalereien, die bei einer 1,5 km langen Wanderung besichtigt werden können. Der ursprüngliche Name dieses Gebietes war Burrunguy. Nourlangie leitet sich vom Begriff Nawurlandja ab, ein Name, der sich nicht auf den Nourlangie Rock bezieht, sondern auf den kleineren Felsen, der über Anbangbang Billabong aufragt.
Die dort zu findenden Felsmalereien sind schätzungsweise 20.000 Jahre alt. So lange gilt dieses Gebiet als von den
Aboriginal bewohnt. Da bis vor wenigen Jahrzehnten hier noch Menschen lebten, gehören diese Felsen zu den ältesten durchgehend benutzten menschlichen Behausungen. So soll der Anbangbang Shelter etwa eine Familiengruppe von 15 bis 20 Leuten beherbergt haben. Der umliegende Wald stellt das frühere Zuhause des Warramal Clanes dar.

## Felsmalereien
Die Malereien am Anbangbang Shelter sind die wahrscheinlich bekanntesten Felsmalereien des Kakadu Nationalparks. Das letzte Mal wurden sie 1964 von einem Mann des Badmardi Clans ergänzt, der Nayambolmi hieß.
Namondjok, die obere zentrale Figur der Malereien, hat sich wahrscheinlich, so glaubt man, der Inzucht schuldig gemacht. Allerdings muss man hierzu wissen, dass in der Aboriginal Kultur der Begriff Bruder und Schwester weiter gefasst wird und sie ein komplexeres Verwandtschaftssystem besitzen. Bruder und Schwester werden auch die Kinder der Mutter und die Brüder des Vaters genannt (bei uns Cousin und Cousine).
Namarrgon rechts von Namondjok ist ein Blitzwesen und eine zentrale Figur der Schöpfungszeit der Welt. Er ist für Gewitter und Stürme zu Beginn der Regenzeit verantwortlich. Das weiße Band, das von seinem linken zum rechten Knöchel reicht und Kopf und Hände verbindet soll einen Blitz darstellen. Er schlägt zusätzlich mit einer Axt auf die Wolken ein, um den Donner zu erzeugen.
Barrginj, die weibliche Figur unterhalb des Namondjok ist Barrginj, Namarrgons Frau. Ihre Kinder sind Al-yurr, die blau-orangen Grashüpfer dieser Region. Betrachtet man ihre Mythologie waren es die Al-yurr, die den Aboriginals die Sprache, das Gesellschaftssystem, ihren Glauben und ihre Moralbegriffe vermittelten.

## Bildergalerie

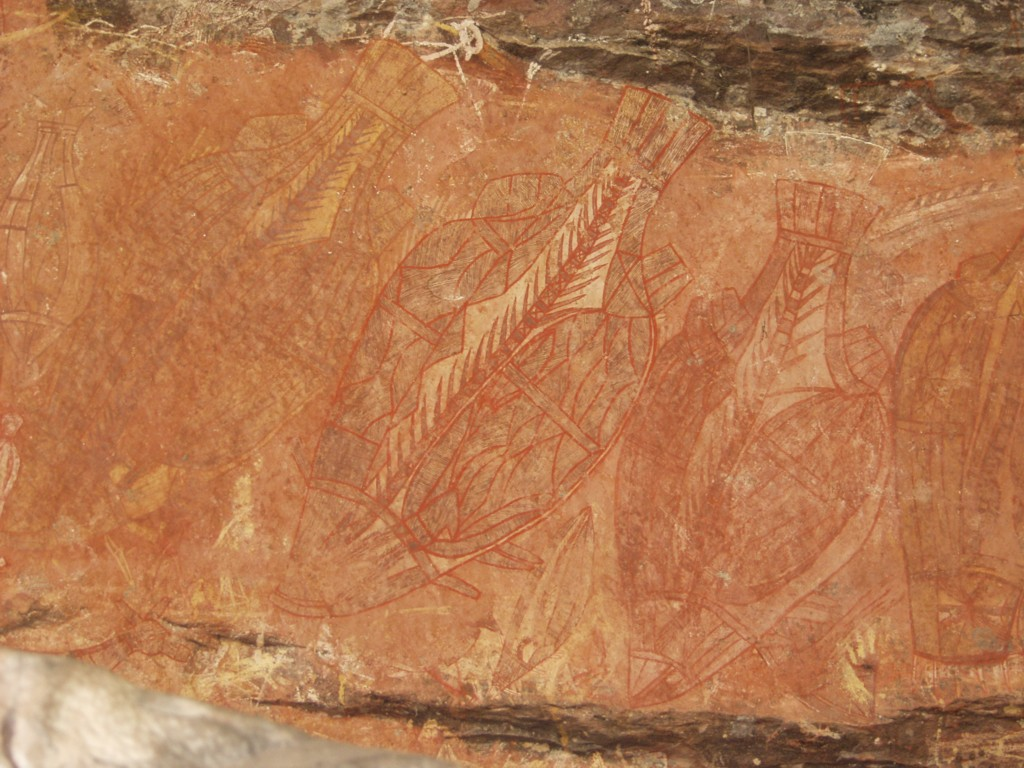
Barramundi-Fische im Röntgenstil
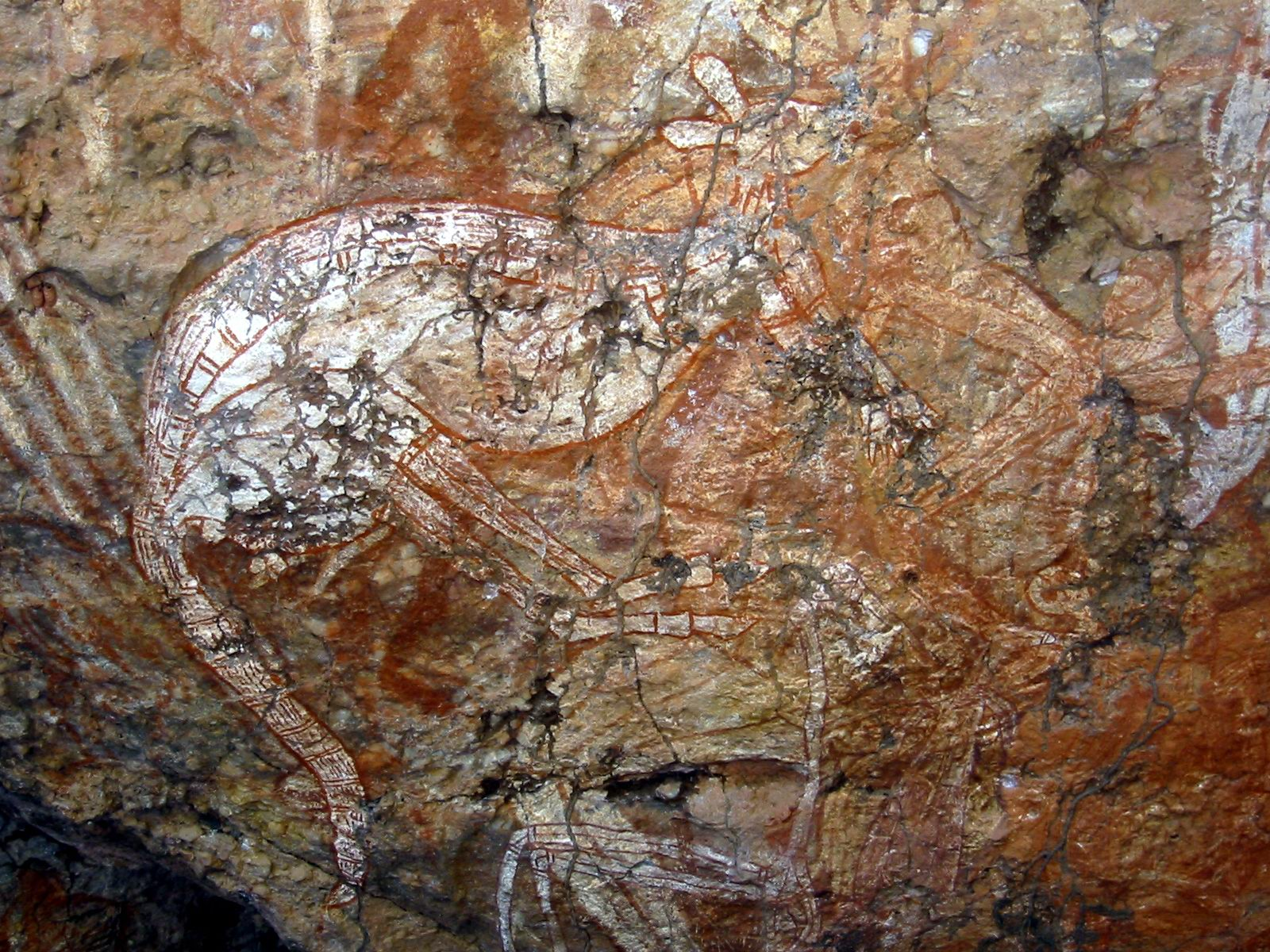
Känguru im Röntgenstil am Nourlangie Rock
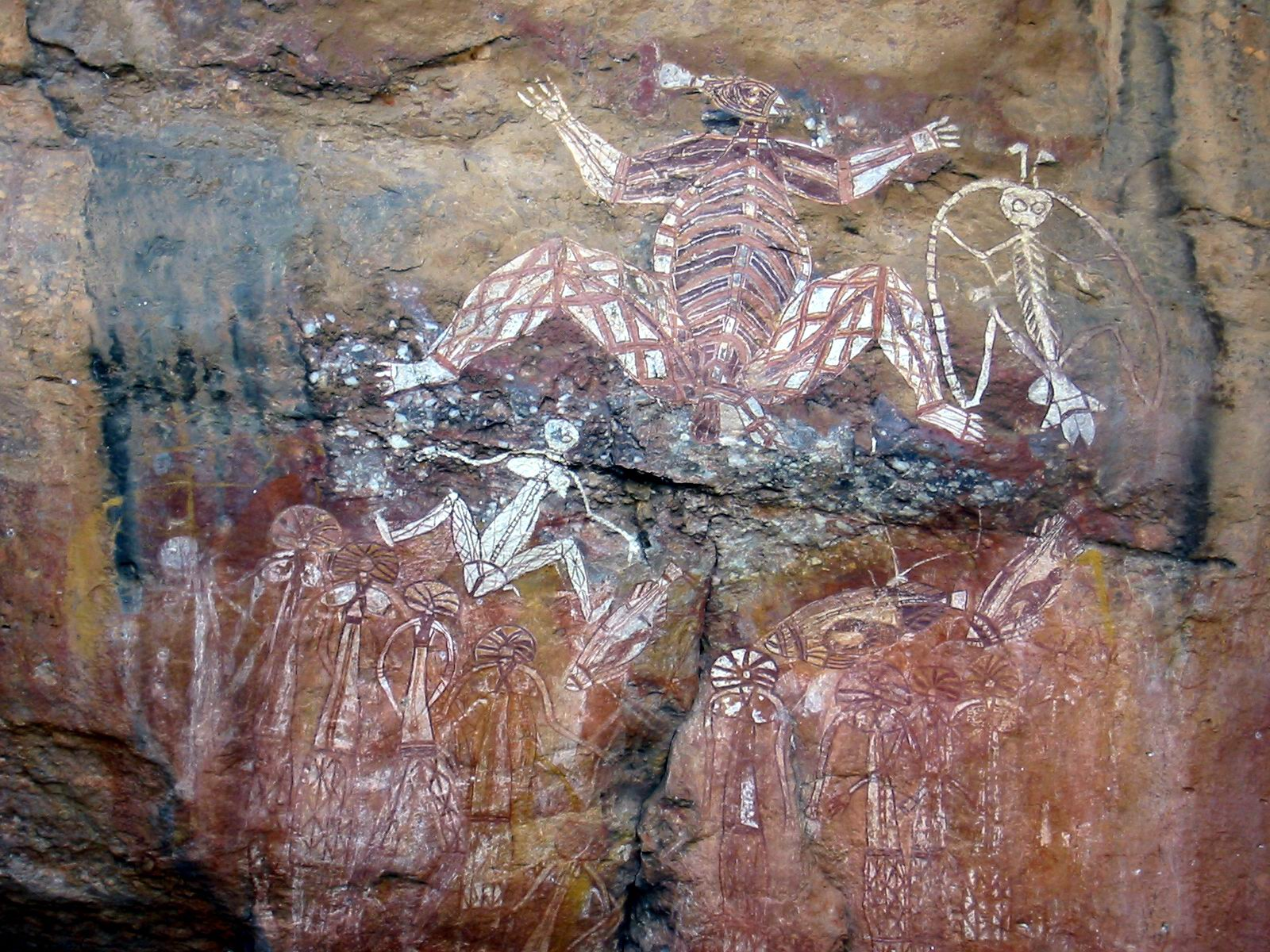
Eine Gruppe von Geistern am Nourlangie Rock